# S'vjatlana Bahinskaja
S'vjatlana Leanidaŭna Bahinskaja, o Svetlana Boginskaja (in bielorusso Сьвятлана Леанідаўна Багінская?, in russo Светлана Леонидовна Богинская?, Svetlana Leonidovna Boginskaja; Minsk, 9 febbraio 1973), è un'ex ginnasta sovietica, dal 1992 bielorussa.
Tra le poche ginnaste ad avere partecipato a tre edizioni dei giochi olimpici, era nota per l'eleganza e l'originalità degli esercizi a corpo libero; spiccava anche per la sua altezza di 157 cm, all'epoca considerevolmente superiore alla media delle altre ginnaste. Attualmente vive negli Stati Uniti a Houston, in Texas, con il marito e i due figli.

## Biografia
Iniziò l'attività a otto anni, e nel 1987, a quattordici anni, entrò a far parte della nazionale di ginnastica artistica dell'Unione Sovietica. La prima medaglia internazionale vinta risale ai campionati mondiali del 1987, in cui vinse un bronzo alla trave.
Alle Olimpiadi di Seul 1988 vinse quattro medaglie; poi trionfò ai mondiali di Stoccarda 1989 e agli europei di Bruxelles 1989 ed Atene 1990, vincendo medaglie d'oro in ogni specialità: individuale, volteggio, trave, parallele, squadre.
Partecipa alle Olimpiadi di Barcellona 1992 con la Squadra Unificata, che vince il titolo a squadre. L'ultima medaglia risale agli europei di Birmingham 1996, con la nazionale della Bielorussia.